# X20XEV
X20XEV este un motor General Motors. Are 1998 cc (2.0 L) 16-valve, DOHC 4 cilindri în linie, producând 100 kW (136 PS). A înlocuit motorul C20XE și a fost marcat de General Motors ca un motor „Ecotec”.
Numele motorului a fost ales în funcție de:

- X - Nivelul emisilor de noxe: 94/12/EC, nivelul 2
- 20 - 2.0 L
- X - Raportul de compresie - 10.0–11.5:1
- E - Amestecul sistemului de injecție
- V - Versiune specifică - Model de volum

Motorul X20XEV a fost folosit de multe mașini General Motors, cel mai frecvent fiind folosit pe Opel Omega B, a fost folosit la câteva modele Opel Vectra B și la Opel Calibra.